# El mandarín (ópera)
El mandarín es una ópera en un acto y trece cuadros con un libreto de Manuel M. Bermejo  puesto en metro músico por José F. Vásquez.

## Datos históricos

### Reparto del estreno
| Papel                           | Tesitura | Estreno Mundial, 30 de marzo de 1927 Teatro Arbeu Ciudad de México |
| ------------------------------- | -------- | ------------------------------------------------------------------ |
| Si-Tchun, esposa de Tchan-I     | soprano  | María Dolores Valderrama                                           |
| Tchan-I, un mandarín            | barítono | Ignacio Guerra Bolaños                                             |
| Wen Siu, hijo de los anteriores | soprano  | Ana María Carrasco                                                 |
| Tu-Fu, un mandarín              | tenor.   | Juan Aceves                                                        |
| Tchao, un reo                   | barítono | Rafael Marquina                                                    |
| Li Kiang, instructor de Wen Siu | bajo     | José Palacios Ochoa                                                |
| Li Lao, emisario del emperador  | bajo     | José Silva                                                         |
|                                 |          | Dirección: José F. Vásquez                                         |

### Recepción
[...] El acto único de que se compone El mandarín está encerrado en un drama sombrío, de poética concepción y delicada forma literaria. La parte musical se mantiene, casi siempre, a la altura del interés dramático, lo que no es poco decir, y dos o tres veces saca buen partido de las situaciones diversas. Recuerdo especialmente la deliciosa romanza del autor en la escena segunda, los dúos de amor y el intermedio sinfónico, que le valió al señor Vásquez una salva de aplausos [...] Observamos en El mandarín, al lado de pasajes vigorosos, esta repentina vaguedad armónica, impersonal e inexpresiva, que solamente los recursos técnicos del señor Vásquez logran sustraer del tedio. Hecha esta salvedad, no tendré sino elogios para el distinguido compositor, que ha hecho, con El mandarín, una nueva prueba de su musicalidad sólida, madurada ya y capaz de muchas conquistas [....]
Alba Herrera y Ogazón. El Universal, 1 de abril de 1927